# Petrus av Alvastra
Petrus Olavi eller Petrus av Alvastra (i texterna ofta kallad Petrus prior eller Petrus fräter för att skilja honom från Petrus av Skänninge), född omkring 1307,  död 9 april 1390, var en svensk författare, översättare och prior.

## Biografi
Petrus Olavi uppger sig själv 1380 vara omkring 73 år gammal. Närmast inget är dock känt om honom innan Birgittas inträde i Vadstena kloster omkring 1345, då han var prior i klostret. Han var personligen bekant med Birgittas föräldrar, hennes moster Katarina Bengtsdotter och brodern Israel Birgersson, liksom till Mathias Ouidi. När det gäller Birgittas man hänvisar han främst till uppgifter från andra författare, och han verkar inte ha djupare kunskaper om honom. Petrus Olavi fick tidigt kunskaper om Birgittas uppenbarelser. Enligt biskop Galhard av Spoleto skall Birgitta redan 1344 då Petrus låg sjuk haft en uppenbarelse att han inte bara skulle tillfriskna utan även få ett långt liv. Alfonso Pecha berättar att Petrus Olavi bevittnat flera underverk under Birgittas tid i Sverige.
Det är oklart men möjligt att Petrus åtföljde Hemming av Åbo under hans resa till hoven i England och Frankrike för att berätta om Birgittas uppenbarelser rörande kriget mellan länderna. Han åtföljde också möjligen Birgitta under hennes vistelse vid det svenska hovet. Han följde inte Birgitta då hon reste till Rom utan stannade kvar i Sverige.
Han besökte dock henne flera gånger, troligen 1354, 1365 och 1367, han närvarade också vid hennes dödsbädd. Tillsammans med Petrus av Skänninge författade han första versionen av Birgittas helgonvita, han följde även med vid hemförandet av hennes kropp till Sverige. Under senare år hade han nära kontakter med andra kyrkomän, bland annat Nils Hermansson. Han författade de så kallade Constitutiones, ett tillägg till Regula Salvatoris, som dock inte antogs förrän 1420.